# Romain Blary
Pour les articles homonymes, voir Blary.
Romain Blary (né le 20 octobre 1985 à Ruffec (Charente)) est un joueur français de water-polo évoluant en pointe.
Engagé par le club italien BPM Sport Management. Il est aussi membre de l'équipe de France de water-polo masculin depuis 2004.
Il a participé aux jeux olympiques de Rio 2016 avec l’équipe de France.
Romain Blary a rejoint l’équipe suisse de water-polo de Carouge natation en septembre 2020. Il a ensuite disputé l’Euro cup avec cette même équipe.
Il eut un enfant le 15 juin 2020, et puis marié à Manon Ugi en septembre 2021.